# Custos indiretos de fabricação
Os custos indiretos de fabricação ou, simplesmente, CIFs, correspondem ao terceiro grande grupo de componentes dos custos contáveis. Representam os gastos identificados com a função de produção ou elaboração do serviço a ser comercializado e que, como o próprio nome já revela, não podem ser associados diretamente a um produto ou serviço específico. 
Ao atribuir o CIF nas atividades de produção, é importante selecionar uma base de atividade que esteja correlacionada com o consumo de CIF. Isso irá assegurar que os produtos individuais recebam uma atribuição acurada de CIF. Os cinco direcionadores de atividade mais comuns são: 
1. Unidades produzidas
2. Horas de mão-de-obra direta
3. Unidades monetárias de mão-de-obra direta
4. Horas máquina
5. Materiais diretos [2]

Alguns acreditam que a atribuição dos CIF é essencialmente arbitrária. Não há uma abordagem única na atribuição de CIF que satisfará todos os envolvidos. 
Os CIFs podem ser aplicados diária, semanal e mensalmente ou quando necessário.  E podem receber, também, a denominação de Despesas Indiretas de Fabricação (DIFs), Gastos Gerais de Fabricação (GGFs) ou Despesas Gerais de Fabricação (DGFs). 
Em outras palavras, correspondem a um "balaio de gato", onde todos os outros custos, não agrupados como componentes de materiais diretos (MD) ou mão de obra direta (MOD), são colocados. Os componentes dos CIFs visam proporcionar que  os materiais diretos, através da mão de obra direta, sejam transformados em novos produtos. 